# Potenze festeggianti

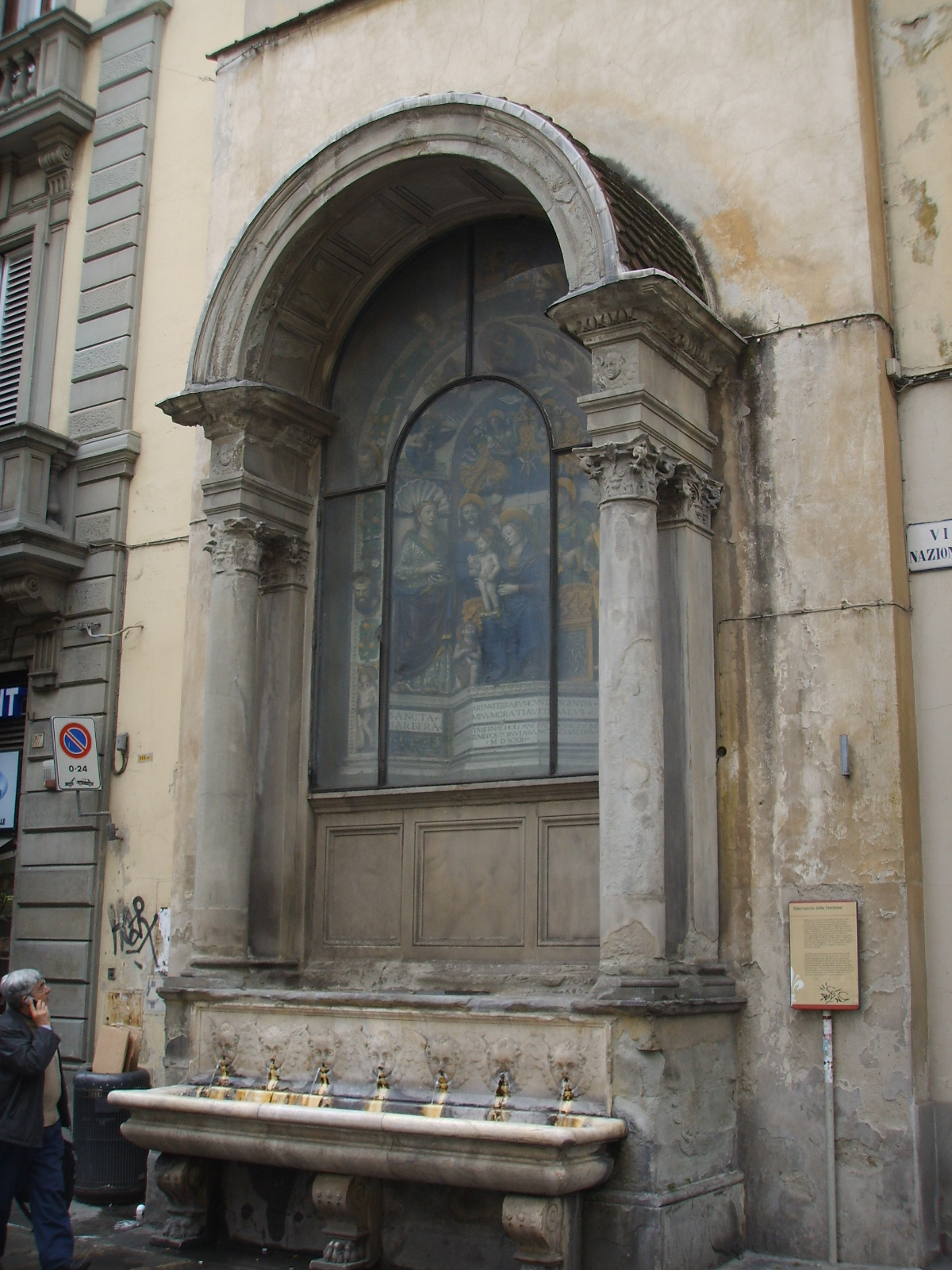
Il Tabernacolo delle Fonticine, commissionato dal Reame di Beliemme

Le Potenze festeggianti erano delle compagnie rionali organizzate, che avevano il compito di preparare esibizioni, feste, banchetti ed affrontarsi in armeggerie nella Firenze del tardo Rinascimento.

## Storia
Furono fondate nel 1343 sotto il governo di Gualtieri VI di Brienne come associazioni laiche, ma ebbero una notevole importanza soprattutto tra Cinque e Seicento, dopo che Cosimo I de' Medici le sostenne generosamente per convogliare ai divertimenti le forze del popolo minuto piuttosto che alla politica, dopo l'abolizione della Repubblica di Firenze. Anche i suoi successori sostennero le potenze, come Francesco I che le sovvenzionò ampiamente alla nascita del primo erede maschio, Filippo (1577). Le potenze erano composte in maniera attiva solo dal popolo minuto, mentre le classi borghesi e nobili si limitavano a sostenerle economicamente e ad assistere agli spettacoli.
Queste brigate avevano una base strettamente rionale, un po' come le contrade di Siena, ed avevano nomi altisonanti, come "reame", "impero", ecc., con tanto di "re", "imperatore", ecc. Questi capi, eletti dai vari partecipanti, dirigevano e soprintendevano alle varie attività comuni.
Tra le attività di queste allegre brigate, talvolta tumultuose, c'erano gli sbandieramenti, le feste, i combattimenti con armi finte o le sassaiole, nelle quali talvolta scappò anche il morto (si tenevano soprattutto nell'ampio slargo erboso del Prato). Le potenze partecipavano alle principali ricorrenze laiche e religiose, si occupavano di beneficenza e di religione, come con i pellegrinaggi in santuari come quello della Madonna del Sasso per devozione o penitenza, dove si arrivava a piedi a cavallo o a dorso di mulo.
Talvolta le potenze si occuparono anche di affiggere lapidi o commissionare opere d'arte, in occasione di particolari festeggiamenti. L'opera più famosa è il tabernacolo delle Fonticine, opera della bottega dei Della Robbia eseguita per il reame di Beliemme. Tra le targhe spiccano quelle sulla facciata di Sant'Ambrogio o Santa Lucia al Prato.
Le potenze, a causa dei crescenti tumulti, zuffe e risse tra i vari componenti (a causa anche delle aspre rivalità tra potenza e potenza) finirono per essere sciolte definitivamente nel 1629 da Cosimo II.

## I nomi delle potenze
Le potenze avevano ciascuna un nome curioso e altisonante, escogitato dalla fantasia popolare. Il numero delle potenze variò nel tempo, da una decina fino a circa cinquanta.
| Nome del capo della potenza              | Zona                                                                                       | Note |
| ---------------------------------------- | ------------------------------------------------------------------------------------------ | --- |
| Re di Beliemme                           | Via Santa Caterina d'Alessandria                                                           | Fece creare il tabernacolo delle Fonticine |
| Imperatore del Prato                     | Il Prato                                                                                   | Sulla chiesa di Santa Lucia esiste una lapide datata 1594 che riporta come l'"Imperator" vinse "proeliando lapèidibus" (lottando coi sassi) una battaglia, cioè una sassaiola                                            |
| Re della Gatta                           | San Pier Gattolino                                                                         | |
| Gran Maestro delle Rondini               | San Pier Maggiore                                                                          | Nome dal Canto delle Rondini, tra via Pietrapiana e via Verdi dove esistevano le case della famiglia Uccellini con "rondini" nello stemma                                                                                |
| Re del Gallo                             | Porta San Gallo                                                                            | |
| Conte della Mota                         | Via dei Renai                                                                              | Il "Renaio" era la sponda sinistra dell'Arno tra Lungarno Serristori e piazza Poggi, paludosa ("rena" vuol dire sabbia) e ricca di mulini                                                                                |
| Duca dello Scompiglio                    | Piazza Peruzzi                                                                             | |
| Marchese della Rete                      | Via Gora                                                                                   | Zona della "Sardigna" presso Ognissanti, dove tra l'altro si praticava la pesca d'Arno con reti |
| Vice Imperatore di Camaldoli (o Re)      | Via di Camaldoli                                                                           | Dalla chiesa di San Salvatore a Camaldoli, dei Camaldolesi |
| Duca del Carroccio                       | Mercato Nuovo                                                                              | In piazza del Mercato Nuovo si teneva la parata del carroccio su cui veniva issata l'insegna bianca e rossa del Comune; oggi ne resta il simbolo della ruota al centro della loggia                                      |
| Principe della Dovizia                   | Mercato Vecchio                                                                            | Dalla colonna della Dovizia |
| Duca dello Scodellino                    | San Simone                                                                                 | In questa zona si teneva il mercato dei mobili vecchi e delle stoviglie, per chi doveva metter su casa. |
| Duca della Mela                          | Canto alla Mela (tra via de' Macci e via Ghibellina)                                       | |
| Duca della Pecora                        | San Martino                                                                                | Una pecora si vedeva sullo stemma Pecori dell'arco dei Pecori |
| Re del Covone                            | Canto alla Paglia (tra Borgo San Lorenzo e via de' Cerretani)                              | Con riferimento al covone della paglia |
| Arciduca di Monteloro                    | Canto dei Candeli, già Canto di Montiloro (tra Borgo Pinti, via Alfani e via dei Pilastri) | Sulla cantonata della chiesa di Santa Maria dei Candeli resta una lapide coi simboli della potenza, due monti d'oro sormontati da croce, anche sul vicino Tabernacolo di Montiloro                                       |
| Signore della Graticola                  | San Lorenzo                                                                                | La graticola, simbolo del martirio di san Lorenzo, era lo stemma del quartiere |
| Duca dei Rigagnoli                       | Piazza del Duomo                                                                           | |
| Signore della Sferza                     | San Felice in Piazza                                                                       | La sferza era presente nel gonfalone di questo sottoquartiere di Santo Spirito |
| Re dei Battilani                         | Orsanmichele                                                                               | I "battilana" erano i cardatori di lana |
| Duca della Luna                          | Via de' Ferravecchi (oggi via Strozzi)                                                     | Piazza della Luna (dal nome della famiglia Della Luna) era tra le attuali via Vecchietti e via Strozzi. Si riunivano al canto davanti a palazzo Vecchietti ed avevano come portastendardo il "Diavolino" del Giambologna |
| Gran Monarca della Città Rossa           | Sant'Ambrogio                                                                              | La "città rossa" era la zona delle mattonaia; questa compagnia ha lasciato una lapide sulla cantonata della chiesa di Sant'Ambrogio ed ha fatto costruire il tabernacolo di Sant'Ambrogio, dove compare il suo stemma    |
| Signore del Concio                       | Ponte alla Carraia                                                                         | Nella zona avevano sede i conciatori (si veda via delle Conce) |
| Gran Signore Capitano del Presto         | Via del Presto dei Pazzi                                                                   | Il "presto" era il Monte di Pietà, in questo caso situato vicino piazza Strozzi |
| Signore de' Purgatori                    | Piazza d'Arno                                                                              | I purgatori della lana lavoravano nel vicino tiratoio delle Grazie |
| Barone della Malacucina                  | Agli Ammazzatoi in Mercato Vecchio                                                         | Via di Malacucina era una strada del Ghetto vicina al Mercato |
| Duca d'Arno                              | Ponte alle Grazie                                                                          | |
| Duca della Biscia                        | Santo Stefano al Ponte Vecchio                                                             | |
| Duca de' Boffi                           | Da piazza della Calza a Porta Romana                                                       | Via de' Boffi era l'antico nome del tratto più meridionale di via dei Serragli |
| Re di Borgo San Frediano                 | Ponte alla Carraia                                                                         | Da via borgo San Frediano |
| Duca di Camporeggi                       | Tra via San Gallo e via Santa Reparata                                                     | Camporeggi era un antico nome della zona (da Campus Regi) che oggi è ricordato dalla moderna via di Camporeggi |
| Duca del Cardo                           | Dal tiratoio d'Arno                                                                        | Il capolino secco del cardo era uno strumento usato per pettinare i velli con cui si faceva la lana. |
| Signore della Catena                     | Al Canto alla Catena (via della Pergola/Via Alfani)                                        | La catena si trova rappresentata nello stemma Alberti |
| Re dei Cimatori                          | Piazza de' Signori/via de' Cimatori                                                        | |
| Comandante Generale de' Cercini          | Piazza del Duca                                                                            | Le cercìne erano quei panni avvolti in testa per fare da base al trasporto di robe, che una volta introdotte in città dovevano passare dalla dogana di palazzo vecchio                                                   |
| Re della Colomba                         | Santo Spirito                                                                              | La colomba dello Spirito Santo era simbolo di Santo Spirito e del quartiere |
| Re delle Conce                           | Via dei Pelacani                                                                           | Era la zona dei conciatori di pelli |
| Signore della Consuma                    | Canto alla Cuculia (via de' Serragli/via Santa Monaca)                                     | |
| Monarca semplice delle Convertite        | Chiesa delle Convertite                                                                    | |
| Marchese della Cornacchia                | San Pulinare                                                                               | La vicina via Vincenzo Malenchini si chiamava un tempo "della Cornacchiaia" |
| Re della Corona                          | a San Pancrazio                                                                            | |
| Duca del Diamante                        | Piazza di Sua Altezza                                                                      | Il Canto al Diamante si trovava vicino a piazza della Signoria, tra le odierne via dei calzaiuoli e via Porta Rossa |
| Signore de' Fornai venturieri            |                                                                                            | |
| Duca del Forno, sua Provincia e Vassalli | Via del Fornaio della Forca                                                                | |
| Signore de' Garzoni e Baroni             | Piazza Pitti                                                                               | |
| Gran Signore della Guelfa                | Chiesa di San Barnaba                                                                      | La chiesa di San Barnaba era dedicata alla vittoria dei guelfi del 1266 e la strada dove si trovava è tuttora chiamata via Guelfa                                                                                        |
| Tiranno Leporino                         | San Pier Gattolino                                                                         | |
| Signore de' Macellai                     | Mercato Vecchio                                                                            | |
| Re della Macine                          | Canto alla Macine (tra via San Gallo e via Guelfa)                                         | |
| Principe de' Monferrato                  |                                                                                            | |
| Duca della Nebbia                        | Via Maggio                                                                                 | |
| Marchese della Nespola                   | Chiesa di Santa Felicita                                                                   | |
| Signore dell'Olmo                        | Chiesa di San Niccolò Oltrarno                                                             | Via dell'Olmo esiste tuttora accanto alla chiesa |
| Re dell'Oro                              | Via del Gomitolo dell'Oro o via San Niccolò                                                | |
| Signore degli Osti                       | Via Torta                                                                                  | Qui era l'oratorio di San Martino degli Osti dove si riuniva l'omonima confraternita |
| Signore del Conio                        | Via delle Terme/Borgo Santi Apostoli                                                       | |
| Imperatore Pagliocolo                    | Chiesa di San Giorgio alla Costa                                                           | |
| Re Piccinino                             | Loggia della Neghittosa (via Calzaiuoli)                                                   | |
| Ducato del Piccione                      | Canto del Piccione (via Romana)                                                            | |
| Signore del Ponticello                   | In Gualfonda (via Valfonda)                                                                | |
| Signore del Ponte Nano a Ripoli          | Via della Scala, chiesa di San Jacopo di Ripoli                                            | |
| Conte de' Rocchetti                      | Via San Zanobi                                                                             | |
| Signore dello Scompiglio                 | Chiesa di San Remigio                                                                      | |
| Signore della Spada                      | Borgo San Paolo (attuale piazza Ottaviani)                                                 | Esiste ancora in questa zona via della Spada |
| Signore della Spalla                     | Osteria della Trave Torta (Ponte alla Carraia)                                             | La "spalla" intesa come pilone del ponte |
| Signore della Spiga                      | Piazza del Grano                                                                           | |
| Signore de' Tintori                      | Canto degli Alberti (via de' Benci-Borgo Santa Croce-Corso dei Tintori)                    | |
| Gran Signore della Torre Marmolina       | Piazza San Giovanni                                                                        | Con il nome Torre Marmolina si intende il Campanile di Giotto |
| Re del Tribolo                           | Canto del Tribolo (tra via dei Servi e via degli Alfani)                                   | |
| Duca della Vacca                         | Via del Campidoglio                                                                        | La vicina via de' Pecori era anticamente chiamata "via della Vacca", per la presenza di un forno con questo nome. |
| Signore de' Vagliati                     | Al Mondragone (tra via dei Banchi e via del Giglio)                                        | |

## Altre immagini

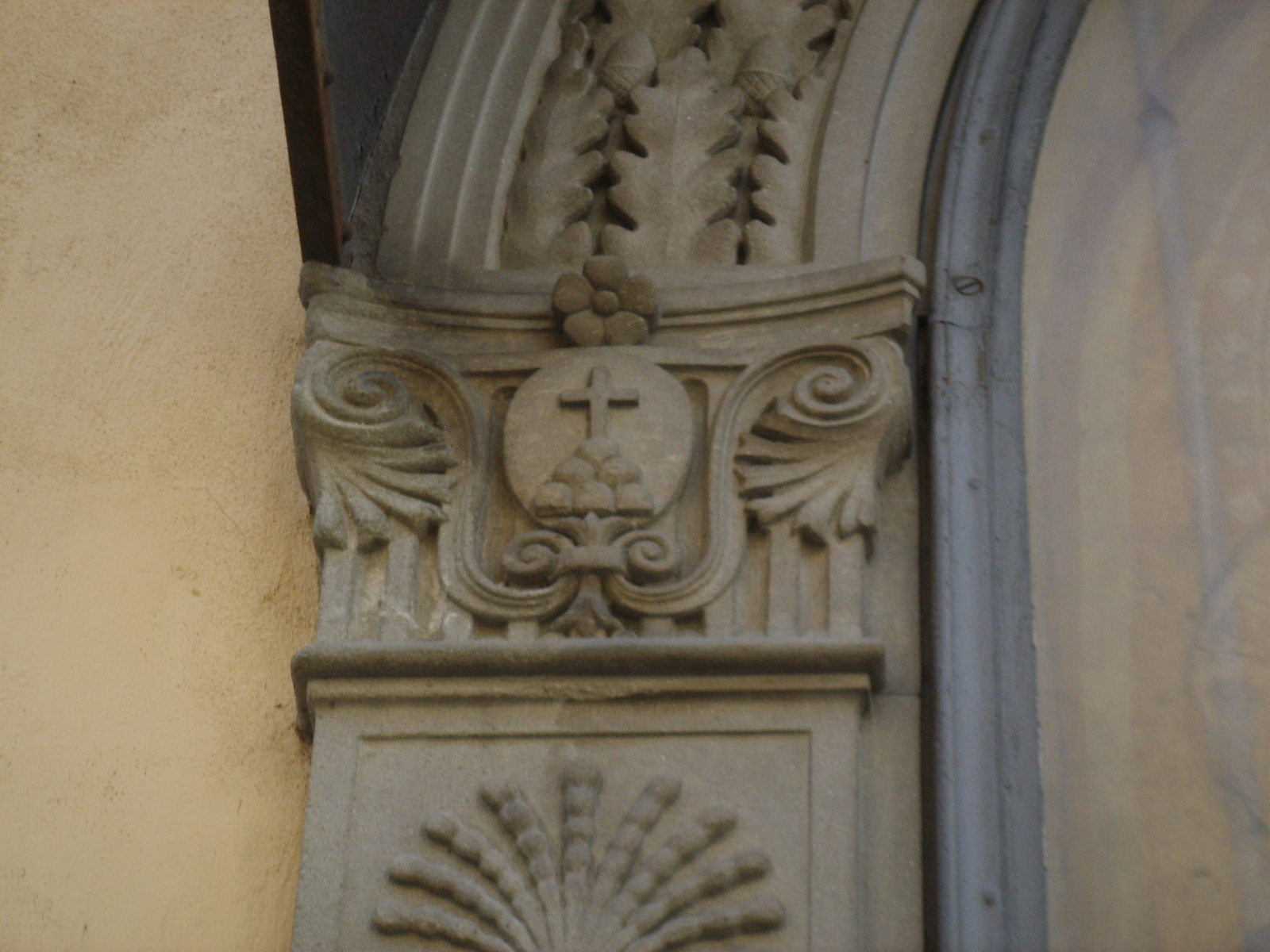
Stemma dell'Arciducato di Monteloro sul tabernacolo di Montiloro
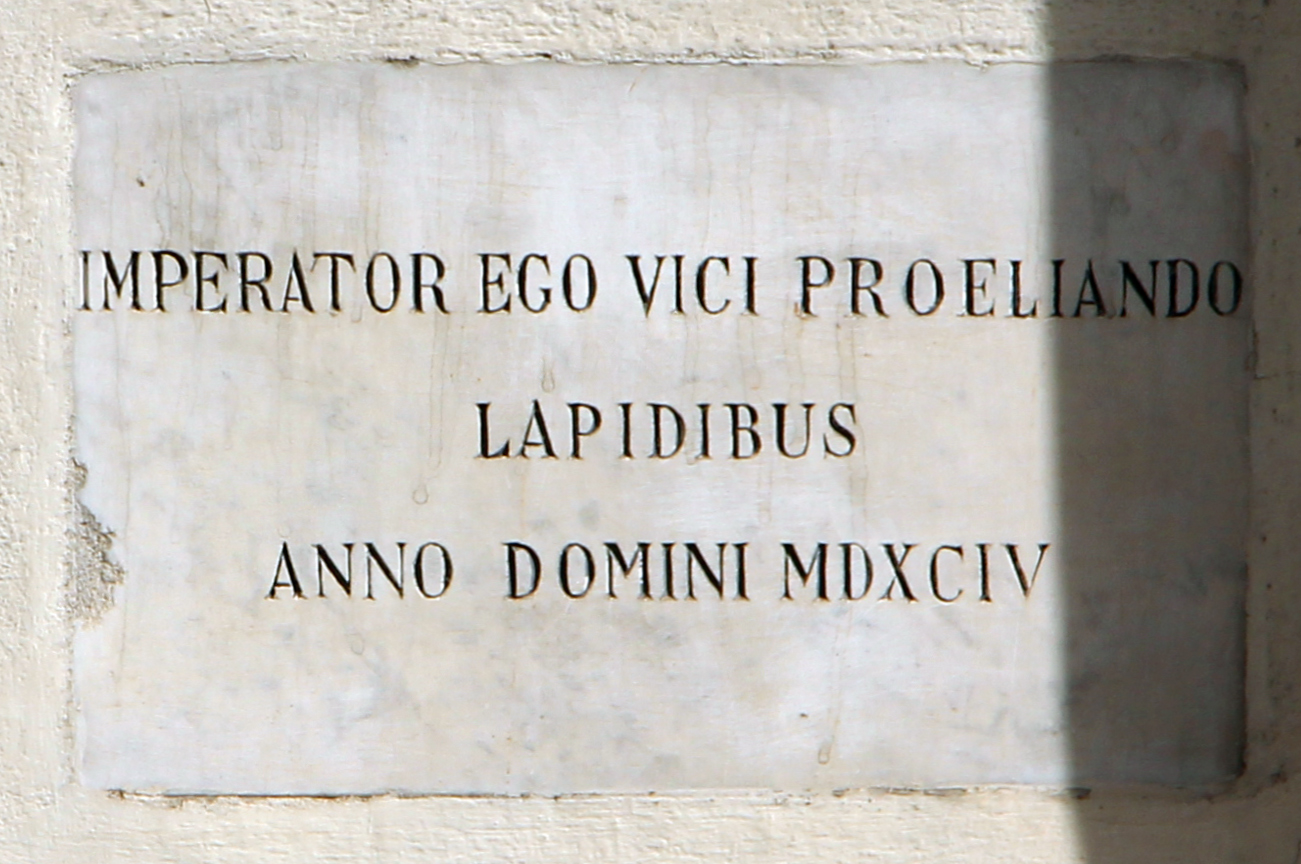
La targa di Santa Lucia
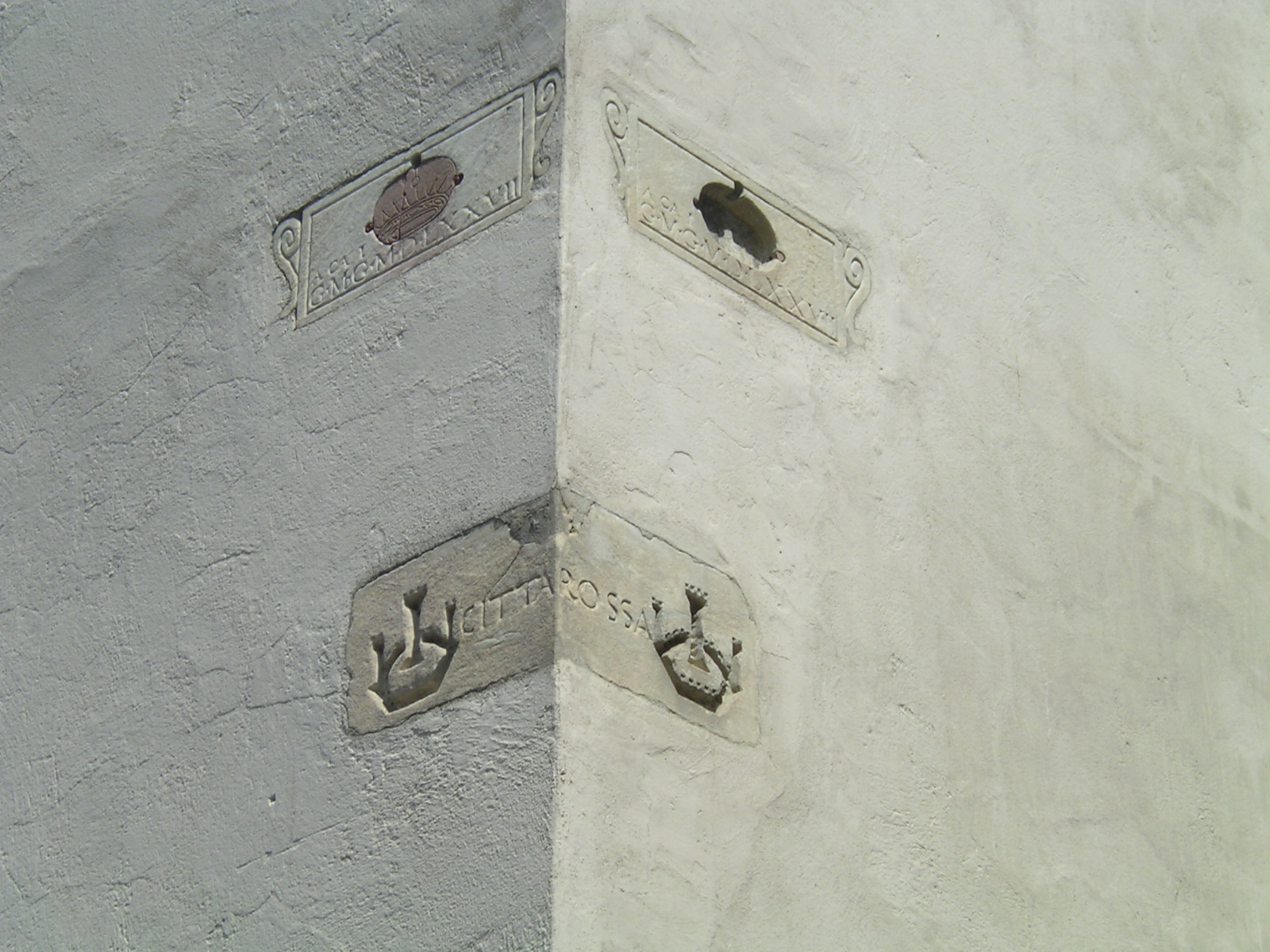
Stemma del Gran Monarca ("G.M.") della Città Rossa, chiesa di Sant'Ambrogio
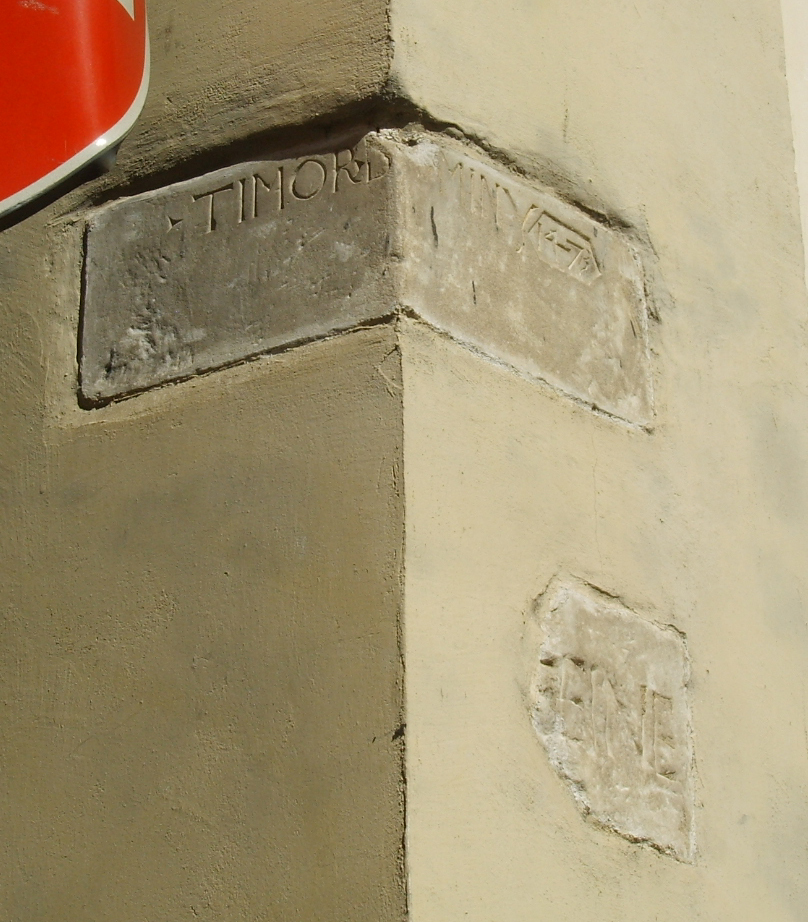
Lapide le Canto di Montiloro (vi si legge Timor Dominu 1473)

## Le potenze nel contado
Nel corso del Cinquecento nel Contado fiorentino si erano formate varie compagnie di festaioli dette le “potenze o signorie festeggianti” ad imitazione di quelle, già esistenti nei quartieri della città. Queste compagnie organizzate in tutti i paesi intorno a Firenze avevano il compito di organizzare le numerose feste popolari e le mascherate oltre che le manifestazioni in occasione delle visite dei Sovrani. Al divertimento affiancavano, sembra, opere di mutua assistenza. Anche la loro attività era caratterizzate da un buffonesco cerimoniale e da una struttura gerarchica con a capo un “Signore” liberamente eletto dalla comunità adunata al suono delle campane. Questo “sovrano” che aveva il compito di guidare e organizzare i divertimenti, a seconda dell'importanza del borgo assumeva un qualche altisonante titolo: Duca di San Donnino, Re di Artimino, Imperatore di Campi, Duca di Calenzano e così via.
Tali personaggi godevano oltre che del consenso popolare, di notevole impunità tanto da potersi permettere una burlesca confidenza con le autorità. Infatti si rivolgevano al Granduca con lettere in stile diplomatico. In occasione di visite da parte di sovrani o regnanti stranieri preparavano magnifici apparati scenografici e ricevevano l'ospite circondati dalla loro buffonesca corte, sostenendo con serietà il loro ruolo. Così successe per esempio a Campi nel 1535 al passaggio dell'imperatore Carlo V diretto verso Poggio a Caiano, ricevuto dall'Imperatore di Campi assiso su un alto baldacchino. 
L'atteggiamento del governo oscillò sempre tra il desiderio di controllare tale fenomeno per il carattere potenzialmente eversivo e spesso fonte di disordini e la volontà di utilizzare le potenze come strumento per incanalare il consenso e distrarre il popolo dal clima politico. Comunque fu dimostrata sempre grande attenzione verso tali associazioni, tanto che la loro giurisdizione era affidata ai Capitani di Parte.
Le “potenze” vicine erano rivali e portavano le loro rimostranze reciproche davanti al Granduca; frequenti erano inoltre i disordini e le risse, tanto che fu necessario proibire loro di portare armi se non quelle finte necessarie alle mascherate.
Comunque nel 1559 il “signore del Poggio” fu incoronato dall'Imperatore di Campi, massima potenza del contado, ricevendo davanti al Granduca il titolo di “Re del Poggio e di Toscana”. L'investitura avvenne per volere di Cosimo I all'interno della Villa con grande festa. Il “Re di Carmignano” non accettò di buon grado tale avvenimento e arrogantemente si attribuì il titolo di Imperatore. Nacque così una lunga contesa sollevata dall'Imperatore di Campi con lettera al Granduca e risolta dalle autorità nel 1577 quando si proibì a Carmignano di avere un Imperatore concedendo invece il titolo di “Gran Monarca”.
Nei secoli successivi le “Potenze festeggianti” del contado e le feste popolari che esse organizzavano declinarono e seguirono la sorte delle Potenze cittadine.